# Menjagrà de clatell blanc
El menjagrà de clatell blanc (Sporophila fringilloides) és un ocell de la família dels tràupids (Thraupidae).

## Hàbitat i distribució
Habita sabanes a prop de la vora dels boscos des del sud de Veneçuela al nord-oest del Brasil amazònic.

## Taxonomia
Antany era ubicat al monotípic gènere Dolospingus Elliot, 1871. Actualment classificat a Sporophila arran els treballs de Burns et al. 2016.